# 송혁
송혁(1979년 5월 21일 ~ )은 한화 이글스의 전 야구 선수다.

## 출신 학교
- 선린인터넷고등학교
- 탐라대학교

## 같이 보기
- 2002년 한화 이글스 시즌